# Андерсен, Йёрген
Йёрген Андерсен (дат. Jørgen Andersen; род. 5 ноября 1941, Копенгаген) — датский гребец на байдарках. Он выиграл бронзовую медаль на чемпионате мира в Тампере в 1973 году (Б-1 10000 м).
Андерсен также выступал на двух летних Олимпийских играх, его лучший финиш был девятым в Б-4 1000 м в Мехико 1968 году.